# بروس جونسون (صحفي)
بروس جونسون (بالإنجليزية: Bruce Johnson)‏ هو صحفي أمريكي، ولد في 5 يونيو 1950 في لويفيل في الولايات المتحدة.